# Itanhandu (kommun)
Itanhandu är en kommun i Brasilien.   Den ligger i delstaten Minas Gerais, i den sydöstra delen av landet, 800 km söder om huvudstaden Brasília. Antalet invånare är 14 183.
Följande samhällen finns i Itanhandu:
- Itanhandu

Omgivningarna runt Itanhandu är huvudsakligen savann. Runt Itanhandu är det ganska tätbefolkat, med 60 invånare per kvadratkilometer.